# Villa Prinz

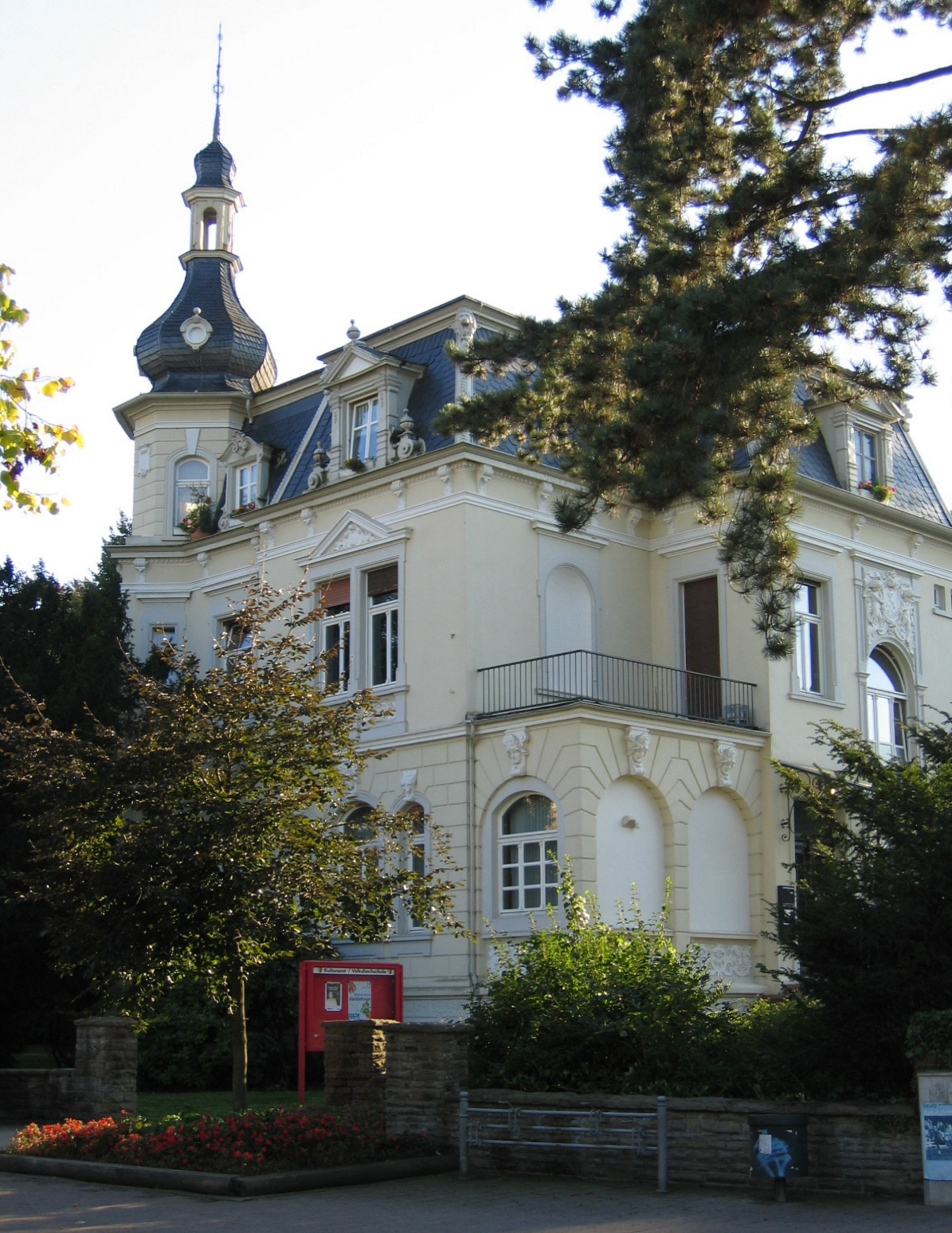
Villa Prinz

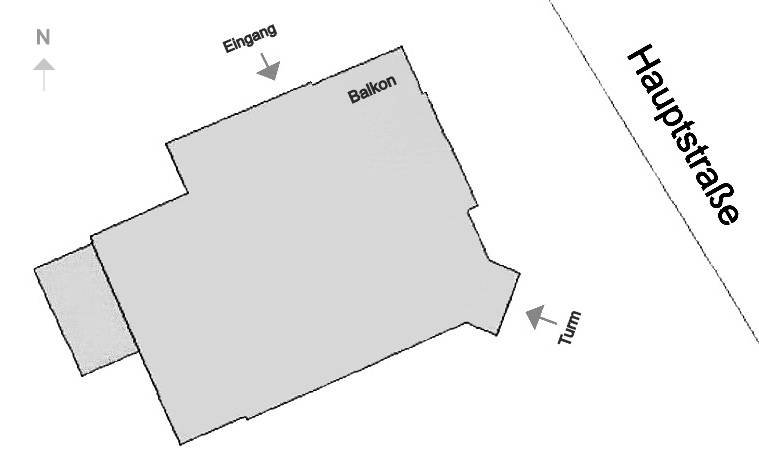
Grundriss

Die Villa Prinz, auch Türmchenvilla genannt, ist ein unter Denkmalschutz stehender Profanbau in Hemer, Hauptstraße 209.
Die zweigeschossige Fabrikantenvilla wurde 1899 auf verschachteltem Grundriss mit Wintergarten errichtet. 
An der zur Straßenseite ausgerichteten Fassade befindet sich links ein über Eck und zwei Geschosse gebauter Turm mit oktogonalem Dachgeschoss unter barocker Zwiebelhaube mit Laterne. Darauf befindet sich an der Spitze eine Wetterfahne mit der Jahreszahl 1899. Rechts davon an der Rücklage schließt ein Seitenrisalit an, der im Erdgeschoss rechts einen Wintergarten und im ersten Stock einen Balkon hat. Segmentbogige Drillingsfenster mit Agraffen zieren das Erdgeschoss. Im Geschoss über dem Drillingsfenster wurde links vom Balkon ein architraviertes Zwillingsfenster mit Flachgiebel eingebaut. Die Brüstungsfelder und das Tympanon sind reich mit Stuck verziert.
Der Eingang befindet sich rechts am Gebäude und ist über eine Freitreppe mit Schmiedeeisengitter und -markise zu erreichen. Das coupierte Mansarddach mit mehreren Dachhäuschen ist reich mit Zierformen des Neubarocks versehen. Getragen wird das Dachgesims von Löwenkopfkonsolen.
Die Villa Prinz wird als städtisches Verwaltungsgebäude genutzt und beherbergt das Standesamt. Zuvor befanden sich im Gebäude das Gesundheitsamt, das Einwohnermeldeamt und die Volkshochschule.
Am 10. Dezember 1982 wurde die Villa Prinz unter laufender Nummer 3 in die Denkmalliste der Stadt Hemer eingetragen.